# Décimo Lélio Balbo
Décimo Lélio Balbo (em latim: Decimus Laelius Balbus) foi um político romano da gente Lélia eleito cônsul em 6 a.C. com Caio Antíscio Veto. Ele era filho de Décimo Lélio, tribuno da plebe em 54 a.C.. Seu filho, Décimo Lélio Balbo, foi cônsul em 46.
Balbo foi também um dos quindecênviros dos fatos sagrados que organizaram os Jogos Seculares em 17 a.C..